# Marie Hannoverská
Marie Hannoverská, známá též jako Marie Britská (5. března 1723, Londýn – 14. ledna 1772, Hanau), byla druhá nejmladší dcera Jiřího II. Britského a jeho manželky Karoliny z Ansbachu a jako manželka Fridricha II., lankraběte z Hesenska-Kasselska lankraběnka z Hesenska-Kasselska.

## Mládí
Princezna Marie se narodila v Leicester House ve Westminsteru v Londýně. Její otec byl princem z Walesu, pozdější král Jiří II. Její matkou byla Karolina z Ansbachu, dcera Jana Bedřicha, markraběte z Brandenburku-Ansbachu.
Její otec nastoupil 11. června 1727 na trůn jako Jiří II. a ona se stala „JkV princeznou Marií“. Po své smrti v roce 1737 její matka, královna Karolina, svěřila Marii její starší sestře Karolině a naléhala na ni, aby „udělala, co mohla, aby podpořila pokornou a mírnou povahu princezny Marie“.

## Manželství
Byl pro ni vyjednán sňatek s lankrabětem Fridrichem Hesensko-Kasselským, jediným synem a dědicem Viléma VIII., lankraběte z Hesenska-Kasselska.
Vzali se na základě plné moci v Královské kapli St James's Palace v Londýně 8. května, poté osobně 28. června 1740 v Kasselu. Měli čtyři syny, z nichž tři se dožili dospělosti.
Manželství bylo nešťastné a Fridrich byl prý „brutální“ a „neotesaný“. Frederik údajně vystavil Mary manželskému zneužívání. Koncem roku 1746 podnikla Marie delší cestu do Británie, aby unikla jeho špatnému zacházení. Pár se rozešel v roce 1754 kvůli konverzi Frederika na katolicismus. Podporoval ji tchán, který jí zajistil bydlení v Hanau, protože se nechtěla vrátit do Velké Británie, ale zůstat na kontinentu a vychovávat své děti.
V roce 1756 se Marie přestěhovala do Dánska, aby se starala o děti své sestry Luisy Britské, která zemřela v roce 1751. Vzala s sebou své děti, které tak vyrostly na královském dvoře a její synové byli provdáni za dánské princezny. Její manžel se v roce 1760 stal po svém otci lankrabětem z Hesenska-Kasselska, a tak byla Marie posledních dvanáct let svého života technicky lankraběnkou, navzdory jejímu odcizení od manžela.
Marie zemřela 14. nebo 16. ledna 1772 ve věku 48 let v Hanau v Německu.

## Tituly, oslovení a erb

### Tituly a oslovení
- 5. března 1723 – 8. května 1740: Její královská Výsost princezna Marie
- 8. května 1740 – 25. března 1751: Její královská Výsost princezna Fridrich Hesensko-Kasselský
- 25. března 1751 – 1. února 1760: Její královská Výsost Dědičná princezna z Hesenska-Kasselska
- 1. února 1760 – 14. ledna 1772: Její královská Výsost Lankraběnka z Hesenska-Kasselska

### Erb
Dne 30. srpna 1727 bylo Marii jako dítěti panovníka uděleno povolení používat erb říše.

## Potomci
| Jméno                             | Narození          | Úmrtí            | Poznámky                                                     |
| --------------------------------- | ----------------- | ---------------- | ------------------------------------------------------------ |
| Princ Vilém Hesensko-Kasselský    | 25. prosince 1741 | 1. července 1742 | Zemřel v dětství                                             |
| Vilém I., kurfiřt z Hesenska      | 3. června 1743    | 27. února 1821   | Ženatý, 1763, Vilemína Karolina Dánská a Norská; měl potomky |
| Princ Karel Hesensko-Kasselský    | 19. prosince 1744 | 17. srpna 1836   | Ženatý, 1766, Luisa Dánská; měl potomky                      |
| Princ Fridrich Hesensko-Kasselský | 11. září 1747     | 20. května 1837  | Ženatý, 1786, Karolina Nasavsko-Usingenská; měl potomky      |

## Vývod z předků
|                   |                                     |  |                                      |                                     |  |  |  |  |  |  |  | Jiří Brunšvicko-Lüneburský |
|                   |                                     |  |                                      |                                     |  |  |  |  |  |  |  |                            |
|                   | Arnošt August Brunšvicko-Lüneburský |  |                                      |                                     |  |  |  |  |  |  |  |                            |
|                   |                                     |  |                                      |                                     |  |  |  |  |  |  |  |                            |
|                   |                                     |  |                                      | Anna Eleonora Hesensko-Darmstadtská |  |  |  |  |  |  |  |                            |
|                   |                                     |  |                                      |                                     |  |  |  |  |  |  |  |                            |
|                   | Jiří I.                             |  |                                      |                                     |  |  |  |  |  |  |  |                            |
|                   |                                     |  |                                      |                                     |  |  |  |  |  |  |  |                            |
|                   |                                     |  |                                      | Fridrich Falcký                     |  |  |  |  |  |  |  |                            |
|                   |                                     |  |                                      |                                     |  |  |  |  |  |  |  |                            |
|                   | Žofie Hannoverská                   |  |                                      |                                     |  |  |  |  |  |  |  |                            |
|                   |                                     |  |                                      |                                     |  |  |  |  |  |  |  |                            |
|                   |                                     |  |                                      | Alžběta Stuartovna                  |  |  |  |  |  |  |  |                            |
|                   |                                     |  |                                      |                                     |  |  |  |  |  |  |  |                            |
|                   | Jiří II.                            |  |                                      |                                     |  |  |  |  |  |  |  |                            |
|                   |                                     |  |                                      |                                     |  |  |  |  |  |  |  |                            |
|                   |                                     |  |                                      | Joachim Arnošt Oettingenský         |  |  |  |  |  |  |  |                            |
|                   |                                     |  |                                      |                                     |  |  |  |  |  |  |  |                            |
|                   | Jiří Vilém Brunšvicko-Lüneburský    |  |                                      |                                     |  |  |  |  |  |  |  |                            |
|                   |                                     |  |                                      |                                     |  |  |  |  |  |  |  |                            |
|                   |                                     |  |                                      | Anna Sibylla Solmsko-Sonnenwaldská  |  |  |  |  |  |  |  |                            |
|                   |                                     |  |                                      |                                     |  |  |  |  |  |  |  |                            |
|                   | Žofie Dorotea z Celle               |  |                                      |                                     |  |  |  |  |  |  |  |                            |
|                   |                                     |  |                                      |                                     |  |  |  |  |  |  |  |                            |
|                   |                                     |  |                                      | Alexandr II. Desmier d'Olbreuse     |  |  |  |  |  |  |  |                            |
|                   |                                     |  |                                      |                                     |  |  |  |  |  |  |  |                            |
|                   | Éléonore Desmier d'Olbreuse         |  |                                      |                                     |  |  |  |  |  |  |  |                            |
|                   |                                     |  |                                      |                                     |  |  |  |  |  |  |  |                            |
|                   |                                     |  |                                      | Jacquette Poussard de Vandré        |  |  |  |  |  |  |  |                            |
|                   |                                     |  |                                      |                                     |  |  |  |  |  |  |  |                            |
| Marie Hannoverská |                                     |  |                                      |                                     |  |  |  |  |  |  |  |                            |
|                   |                                     |  |                                      |                                     |  |  |  |  |  |  |  |                            |
|                   |                                     |  | Joachim Arnošt Braniborsko-Ansbašský |                                     |  |  |  |  |  |  |  |                            |
|                   |                                     |  |                                      |                                     |  |  |  |  |  |  |  |                            |
|                   | Albrecht II. Braniborsko-Ansbašský  |  |                                      |                                     |  |  |  |  |  |  |  |                            |
|                   |                                     |  |                                      |                                     |  |  |  |  |  |  |  |                            |
|                   |                                     |  |                                      | Žofie Solmsko-Laubachská            |  |  |  |  |  |  |  |                            |
|                   |                                     |  |                                      |                                     |  |  |  |  |  |  |  |                            |
|                   | Jan Fridrich Braniborsko-Ansbašský  |  |                                      |                                     |  |  |  |  |  |  |  |                            |
|                   |                                     |  |                                      |                                     |  |  |  |  |  |  |  |                            |
|                   |                                     |  |                                      | Jiří Vilém Brunšvicko-Lüneburský    |  |  |  |  |  |  |  |                            |
|                   |                                     |  |                                      |                                     |  |  |  |  |  |  |  |                            |
|                   | Žofie Markéta Oettingenská          |  |                                      |                                     |  |  |  |  |  |  |  |                            |
|                   |                                     |  |                                      |                                     |  |  |  |  |  |  |  |                            |
|                   |                                     |  |                                      | Éléonore Desmier d'Olbreuse         |  |  |  |  |  |  |  |                            |
|                   |                                     |  |                                      |                                     |  |  |  |  |  |  |  |                            |
|                   | Karolina z Ansbachu                 |  |                                      |                                     |  |  |  |  |  |  |  |                            |
|                   |                                     |  |                                      |                                     |  |  |  |  |  |  |  |                            |
|                   |                                     |  |                                      | Vilém Sasko-Výmarský                |  |  |  |  |  |  |  |                            |
|                   |                                     |  |                                      |                                     |  |  |  |  |  |  |  |                            |
|                   | Jan Jiří I. Sasko-Eisenašský        |  |                                      |                                     |  |  |  |  |  |  |  |                            |
|                   |                                     |  |                                      |                                     |  |  |  |  |  |  |  |                            |
|                   |                                     |  |                                      | Eleonora Dorotea Anhaltsko-Desavská |  |  |  |  |  |  |  |                            |
|                   |                                     |  |                                      |                                     |  |  |  |  |  |  |  |                            |
|                   | Eleonora Sasko-Eisenašská           |  |                                      |                                     |  |  |  |  |  |  |  |                            |
|                   |                                     |  |                                      |                                     |  |  |  |  |  |  |  |                            |
|                   |                                     |  |                                      | Arnošt Saynsko-Wittgensteinský      |  |  |  |  |  |  |  |                            |
|                   |                                     |  |                                      |                                     |  |  |  |  |  |  |  |                            |
|                   | Johana Saynsko-Wittgensteinská      |  |                                      |                                     |  |  |  |  |  |  |  |                            |
|                   |                                     |  |                                      |                                     |  |  |  |  |  |  |  |                            |
|                   |                                     |  |                                      | Lujza Juliana Erbašská              |  |  |  |  |  |  |  |                            |
|                   |                                     |  |                                      |                                     |  |  |  |  |  |  |  |                            |